# Rave (muzyka)
Rave – gatunek muzyczny będący klasyczną odmianą muzyki hardcore, popularny na przełomie lat 80. i 90. (często razem miksowane przez DJ-ów) na zachodzie Europy. W stosunku do wczesnych gatunków jak techno czy house charakteryzował się mocniejszym brzmieniem, szybszym tempem i bardziej mrocznym klimatem. Duży wpływ miał na to syntezator basowy Roland TB-303 i technika samplingu. Nazywane często techno rave, rave techno lub (Belgian) hardcore techno. Większość wykonawców wywodziła się ze sceny new beat / EBM. Gatunek ten stanowił inspirację dla innych hardcorowych brzmień, głównie breakbeat hardcore, gabber, happy hardcore oraz muzyki z kręgu hard dance.

## Charakterystyka
Za protoplastę stylu można uznać "What time is love" zespołu KLF oraz kultowy "Energy Flash" Beltrama. Oba utwory charakteryzują się mocnym, transowym brzmieniem, krzyczącymi stabami i acidowymi liniami. Oba utwory są też bardziej mroczne, nastrojowe i silniej skoncentrowane na rytmie 4/4 niż klasyczne Detroit Techno. Inną cechą są także agresywniejsze, brzęczące basy przypominające EBM, struktury podobne do trance i bardziej chaotyczna perkusja będąca zlepkiem rytmów acid house'owych, breakbeatowymi i electro-beatów Detroit techno. Tempo oscyluje wokół 120-140 BPM.
Jednak za kluczowego przedstawiciela uchodzi "Anasthasia" projektu T99 czy "Quadrophonia". W porównaniu do protoplastów klasyczne techno rave zawiera bombastyczny, przeładowany dźwięk, mnóstwo orkiestrowych sampli, wiodące chóralne staby, gwizdki, okrzyki i zapętlającą się, poszarpaną strukturę oraz twardy, podniesiony dźwięk. Na mniejszą skalę stosowano cechy klasycznego Chicago House (głównie pianina) na rzecz dużego wpływu acid house. Kluczowy także był sampling. 
Z tego stylu wywodzi się charakterystyczny dźwięk zwany hoover, który po raz pierwszy pojawił się w utworze "Mentasm", a na szerszą skalę wypłynął w "Dominator" Human Resource.

## Krytyka i zmierzch
Techno rave największe triumfy odniosło w latach 1990-1993. Jednocześnie ten styl przyczynił się do ogromnej krytyki ze strony fanów Detroit Techno, którzy uważali rave za muzykę odcinającą się od stonowanych i minimalistycznych korzeni, nastawioną na zabawę i komercję. W odpowiedzi narodziła się II fala Detroit Techno na czele z minimal techno, które przywracało techno do korzeni. Ponadto techno rave same zaczęło ginąć na rzecz innych hardcorowych brzmień, głównie gabber, breakbeat hardcore, happy hardcore oraz częściowo trance. Jedynym wyjątkiem było tzw. japońskie hyper techno będące jeszcze bardziej podkręconą wersją poprzedniczki.

## Inspiracje i spuścizna
Pomimo niesławy techno rave stanowi(ło) ogromną inspirację dla innych gatunków. Wiele z tych brzmień zakorzeniło się w trance (w tym goa / psychedelic) z charakterystyczną strukturą build-up-breakdown, silnym napięciem i "filmowością". Bardziej chaotyczne brzmienia przyjęły się w scenach hard house / hard trance, które to nawiązywały do rave bardziej bezpośrednio (gwizdki, staby, hoover, itd.) i bardziej nowocześnie.
Również scena hard techno i industrial techno wykazuje mocne inspiracje swoim Belgijskim odpowiednikiem, np. VTSS. Czasami elementy hardcore techno można znaleźć w utworach EBM i electro-industrial, a także w scenie new beat, a nawet synthwave.
Również tzw. Frankfurt techno / Sound of Frankurt eksperymentowało na hardcore i new beat na początku lat 90., zanim pojawiła się dominacja trance z HartHouse Records i Eye-Q Records.
Podobną drogę przeszła hiszpańska Makina będącą lokalną odmianą hardcore.
Czyste belgijskie hardcore techno jest bardzo rzadko produkowane i praktycznie nie istnieje jako samodzielny styl.

## Wybrani wykonawcy i utwory
- The Prodigy (album „Experience”) - "Charlie"
- T99 - "Anasthasia"
- Altern 8 - Activ 8"
- L.A. Style  - "James Brown is dead"
- Channel X - "Rave the Rhythm"
- Second Phase - "Mentasm"
- Human Resource - "Dominator"
- Apotheosis - "O Fortuna"
- U96 - "Das Bot"
- MANIC - I'm coming hardcore (Remix)
- Quadrophonia - "Quadrophonia"
- Lords of Acid - "Take Control"
- Metropolis - "Time of War"
- Earth Nation - "Alienated"
- Praga Khan - "Rave Alarm"
- Scooter - "Rhapsody in E"

- Lucifer's Aid - "Be prepared"
- Robotiko Rejekto - "Injection"